# Ernst Zinn (Architekt)
Ernst Zinn (* 5. Oktober 1929 in Wanne-Eickel; † 11. Februar 2022 in Neuss) war ein deutscher Architekt und war Regierungsbaudirektor beim Staatshochbauamt NRW. Daneben war er als Denkmalpfleger bekannt.

## Leben
Als Sohn des Werkmeisters Ernst Zinn und dessen Ehefrau Emma Zinn, geborene Kirchner im Ruhrgebiet geboren, fand Ernst Zinn nach dem Zweiten Weltkrieg von 1945 bis 1949 eine erste Beschäftigung beim Wiederaufbau und machte dabei eine handwerkliche Ausbildung. Am 11. November 1947 legte er seine Gesellenprüfung im Mauerhandwerk ab. Anschließend besuchte er von 1950 bis 1952 die Staatsbauschule in Essen und legte dort am 24. Juli 1952 das Ingenieurexamen in der Fachrichtung Hochbau ab, wodurch er die Hochschulreife erlangte. Nachfolgend nahm er am 1. Oktober 1952 sein Studium an der Fachabteilung für Architektur der Rheinisch-Westfälischen Technischen Hochschule in Aachen auf und legte dort am 25. November 1957 die Diplomhauptprüfung im Fachbereich Architektur ab. 1958 war er als freier Mitarbeiter im Stadtplanungsamt Krefeld tätig, im selben Jahr heiratete er und gründete mit seiner Ehefrau, einer Realschullehrerin, eine Familie. Mit dem 1. Januar 1959 begann er dann seine Referendarzeit bei der Nordrhein-Westfälischen Staatshochbauverwaltung im Dienstbereich der Regierung Düsseldorf. Nach der Ablegung der Großen Staatsprüfung für die höheren technischen Verwaltungsbeamten am 19. Oktober 1961 trat Zinn zum 1. November 1961 in den Dienst des Staatshochbauamts Wuppertal, dem er bis zum 31. Oktober 1963 angehörte. In dieser Zeit erhielt er am 1. Juli 1962 seine Ernennung zum Regierungsbauassessor.
Von Wuppertal aus wurde Ernst Zinn sodann an das Staatshochbauamt Krefeld/Rheydt versetzt, von wo aus er zum 1. November 1964, an das Staatshochbauamt Köln wechselte, das er ab 1966 als ständiger Vertreter des erkrankten Amtsvorstands leitete. In Köln folgten seine Beförderungen zum Regierungsbaurat (8. Dezember 1964) und Oberregierungsbaurat (12. März 1968). Zahlreiche Großbauvorhaben standen unter seiner Leitung, darunter die umfänglichen Restaurierungsprojekte am Altenberger Dom, den Brühler Schlössern Augustusburg und Falkenlust sowie am Schloss Bensberg.
1962 regte Willy Weyres Ernst Zinn dazu an, eine Untersuchung zur Baugeschichte des 19. Jahrhunderts zu erarbeiten. Hieraus erwuchs seine Promotionsschrift Die Baukunst in Elberfeld während der ersten Hälfte des 19. Jahrhunderts die 1968 auch publiziert wurde. Nach der mündlichen Doktorprüfung am 23. Juni 1967 erhielt Zinn am 22. November 1968 die Urkunde zum Doktor-Ingenieur.
Nach seiner Promotion war Ernst Zinn von 1969 bis Ende 1974 bei der Nordrhein-Westfälische Hochschulbau- und Finanzierungsgesellschaft mbH, danach wechselte er Anfang 1975 ins Finanzministerium des Landes Nordrhein-Westfalen und war dort bis Ende 1980 tätig. Von 1981 bis 1994 war er zunächst Referatsleiter und später ab 1983 als Ministerialrat im Ministerium für Stadtentwicklung, Wohnen und Verkehr des Landes Nordrhein-Westfalen (heute Ministerium für Bauen, Wohnen, Stadtentwicklung und Verkehr des Landes Nordrhein-Westfalen) tätig. Sein Aufgabengebiet umfasste unter anderem Entscheidungen zum Denkmalschutzgesetz und zur Denkmalpflege bei zahlreichen großen bundes- und landeseigenen Bauten sowie deren Dokumentation. Ein weiterer Schwerpunkt seiner Arbeit war die Restaurierung der Zitadelle Jülich. Ab 1980 war er Mitglied des Nationalkomitee der Bundesrepublik Deutschland des International Council on Monuments and Sites (ICOMOS).
In der Zeit von 1983 bis 1999 hatte Ernst Zinn einen Lehrauftrag für den Fachbereich Stadtentwicklung und Denkmalpflege im Zusatzstudium Baudenkmalpflege an der Fachhochschule Köln. Ab 1991 war er Vorsitzender des 1988 gegründeten „Vereins der Freunde und Förderer des Bergischen Freilichtmuseums e. V.“ (LVR-Freilichtmuseum Lindlar) in Lindlar. Auch in der Architektenkammer Nordrhein-Westfalens, im Bund Deutscher Baumeister sowie im kirchlichen und politischen Bereich war Zinn ehrenamtlich tätig. In den 1970er Jahren war er Vizepräsident des Polizeichors Köln.
Ernst Zinn war verheiratet und lebte in Neuss.

## Auszeichnungen
- 2001: Rheinlandtaler vom Landschaftsverband Rheinland für seine Arbeit zur Landes- und Regionalgeschichte[5]

## Schriften
- Rheinische Verein für Denkmalpflege und Heimatschutz e. V. (Hrsg.): Die Baukunst in Elberfeld während der ersten Hälfte des 19. Jahrhunderts. Die Bauten der Gemeinde und des Staates. L. Schwann, Düsseldorf 1968 (Rezension: Eva Brües, KUNST-CHRONIK, 23. Jahr, Februar 1970, Heft 2 unter Beiträge zur rheinischen Baukunst des 19. Jahrhunderts Herausgeber: Zentralinstitut für Kunstgeschichte in München Verlag Hans Carl Nürnberg 1970).
- Landeseigene Schlösser, Burgen, Kirchen und Klöster. Eine skizzenhafte Gebäudetypologie. In: Minister für Stadtentwicklung, Wohnen und Verkehr des Landes Nordrhein-Westfalen (Hrsg.): Landeseigene Denkmäler. Dokumentation der Baudenkmäler im Eigentum des Landes Nordrhein-Westfalen. W.A. Meinke, Düsseldorf 1987, S. 13–22.
- Justizgebäude in Nordrhein-Westfalen. Anmerkungen zu Fragen nach der Ausformung der Gerichtsgebäude als Zweckbauten und Repräsentationsbauten. In: Minister für Stadtentwicklung, Wohnen und Verkehr des Landes Nordrhein-Westfalen (Hrsg.): Landeseigene Denkmäler. Dokumentation der Baudenkmäler im Eigentum des Landes Nordrhein-Westfalen. W.A. Meinke, Düsseldorf 1987, S. 23–32.
- Das Elberfelder Bahnhofs- und Direktionsgebäude und die Anfänge des Eisenbahnnetzes im Bergisch-Märkischen Raum. Erstes Symposium. In: Nationalkomitee der Bundesrepublik Deutschland des International Council on monuments and sites (Hrsg.): Eisenbahn und Denkmalpflege. München 1990.
- Das Haus des von der Heydt-Museums. Der nachnapoleonische Rathausbau und seine stadtgeschichtlichen Zusammenhänge. In: Sabine Fehlemann, Lothar Juckel (Hrsg.): Von-der-Heydt-Museum Wuppertal. Zur Geschichte von Haus und Sammlung. Edition Stadtbaukunst, Berlin/Hamburg 1990, ISBN 3-927469-06-8, S. 13–27.
- Die ehemalige Abteikirche in Essen-Werden. Baugeschichte und Bauverpflichtungen. In: Ministerium für Stadtentwicklung und Verkehr des Landes Nordrhein-Westfalen (Hrsg.): Patronatsbauten. Dokumentation der Baudenkmäler in Nordrhein-Westfalen. W.A. Meinke, Düsseldorf 1991, S. 7–20.
- Die Bedeutung der Jülicher Zitadelle für das Land Nordrhein-Westfalen. In: Günter Bers, Conrad Dose (Hrsg.): Der italienische Architekt Alessandro Pasqualini (1493–1559) und die Renaissance am Niederrhein: Kenntnisstand und Forschungsperspektiven. I. Jülicher Pasqualini-Symposium am 30. Oktober 1993 in der Zitadelle Jülich. Tagungshandbuch 1994. Fischer, Jülich 1994, ISBN 3-87227-051-6, S. 27–31.
- 25 Jahre Förderverein des Bergischen Freilichtmuseums. In: Anka Dawid (Hrsg.) im Auftrag des Vereins der Freunde und Förderer des Bergischen Freilichtmuseums Lindlar e.V.: Freilichtblick. Heft 20, Siebel Druck, Lindlar 2014, ISBN 978-3-932557-13-2, S. 26–28.